# پیتای نواری بورنئویی
پیتای نواری بورنئویی (نام علمی: Hydrornis schwaneri)، گونه‌ای از پرندگان از خانواده پیتایان (Pittidae) است که تنها در بورنئو یافت می‌شود. در گذشته با پیتاهای نواری جاوه‌ای و نواری مالایایی هم‌گونه در نظر گرفته می‌شد. آنها با هم به عنوان پیتای نواری معرفی شدند.